# Suore mercedarie del Bambino Gesù
Le Suore Mercedarie del Bambino Gesù (in spagnolo Hermanas Terciarias Mercedarias del Niño Jesús; sigla HH.MM.) sono un istituto religioso femminile di diritto pontificio.

## Storia
La congregazione fu fondata nella chiesa dei mercedari di Córdoba da José León Torres, che il 1º ottobre 1887 consegnò l'abito religioso alle prime dieci candidate.
La congregazione fu aggregata al terz'ordine regolare della Mercede il 20 dicembre 1887.
In origine le religiose adottarono le costituzioni delle mercedarie di San Gervasio, ma nel 1909 ricevettero nuovi regolamenti redatti da Torres.
L'istituto ottenne il riconoscimento di congregazione di diritto pontificio il 12 gennaio 1931 e il 3 aprile 1940 ricevette l'approvazione definitiva.

## Attività e diffusione
Le suore si dedicano all'istruzione e all'educazione della gioventù in scuole e collegi, al perfezionamento artistico e all'avviamento al lavoro delle giovani, all'assistenza agli orfani, all'insegnamento del catechismo e all'aiuto nelle opere parrocchiali.
Oltre che in Argentina, sono presenti in Ecuador; la sede generalizia è a Córdoba.
Alla fine del 2015 l'istituto contava 73 religiose e 17 case.